# 科威特地理
科威特国位于亚洲西部，阿拉伯半岛东北部，波斯湾西北岸。北、西与伊拉克接壤，南与沙特阿拉伯相邻。有布比延岛、费莱凯岛等岛屿。全境地势西高东低，东北部为冲积平原，其余为沙漠，一些丘陵和洼地分布其间。最高点海拔290米。科威特湾西北岸的藻尔陡崖（Al-Zawr Escarpment）最高点海拔145米。境内无常年有水的河、湖，淡水极少，饮水主要靠海水淡化和地下水。属热带沙漠气候。年降水量25～170毫米。